# Anfernee Simons
Anfernee Simons (ur. 8 czerwca 1999 w Altamonte Springs) – amerykański koszykarz, występujący na pozycji rzucającego obrońcy, obecnie zawodnik Portland Trail Blazers.
Jako senior (ostatnia klasa liceum) notował średnio 23,8 punktu, 7,2 zbiórki, 4,2 asysty i 1,8 przechwytu, jako zawodnik drużyny Edgewater. Następnie przez rok reprezentował jeszcze IMG Academy (szkoły policealnej), uzyskując 22,4 punktu (54% z gry, 45% za 3 punkty), 6,7 zbiórki i 3,1 asysty w sezonie 2017/2018.
Został wybrany w drafcie do NBA jako trzeci zawodnik (wcześniej Thon Maker i Satnam Singh Bhamara) od 2015, bezpośrednio po szkole średniej.
2 lipca 2018 klub Portland Trail Blazers ogłosił oficjalnie podpisanie umowy z zawodnikiem. Nieco wcześniej podczas letniej ligi NBA w Las Vegas rozegrał 6 spotkań, notując 11 punktów, 3,7 zbiórki i 1 przechwyt w meczu.

## Osiągnięcia
- Zwycięzca konkursu wsadów NBA (2021)[3]